# (17352) 1975 SG1
A (17352) 1975 SG1 a Naprendszer kisbolygóövében található aszteroida. Schelte J. Bus fedezte fel 1975. szeptember 30-án.